# Machuca (Aquiraz)
Machuca é um povoado do município brasileiro de Aquiraz, no litoral leste da Região Metropolitana de Fortaleza, no estado do Ceará. Pertence ao distrito de Assis Teixeira e de acordo com o Instituto Brasileiro de Geografia e Estatística (IBGE), sua população no ano de 2010 era de 1.108 habitantes, sendo 534 mulheres e 574 homens, possuindo um total de 308 domicílios particulares.